# Mycomya thula
Mycomya thula är en tvåvingeart som beskrevs av Vaisanen 1984. Mycomya thula ingår i släktet Mycomya och familjen svampmyggor.
Artens utbredningsområde är Alaska. Inga underarter finns listade i Catalogue of Life.